# بريان هولم
بريان هولم (بالدنماركية: Brian Holm)‏ مواليد 2 أكتوبر 1962 في كوبنهاغن، هو دراج دانمركي سابق في صنف سباق الدراجات على الطريق. سبق أن شارك في دورة الألعاب الأولمبية الصيفية.

## روابط خارجية
- بريان هولم على موقع أرشيف الدراجات (الإنجليزية)
- بريان هولم على موقع إحصائيات الدراجات الإحترافية (الإنجليزية)
- بريان هولم على موقع نسبة الدراجات (الإنجليزية)
- بريان هولم على موقع CycleBase (الإنجليزية)
- بريان هولم على موقع أوليمبيديا (الإنجليزية)
- Trap Friis profile